# Project Pat
Project Pat, de son vrai nom Patrick Earl Houston, est un rappeur américain originaire de Memphis (Tennessee).
Frère de Juicy J et proche du groupe Three 6 Mafia, il commence sa carrière à la fin des années 1990. Connu pour son flow distinctif, il connaît le succès avec l'album Mista Don't Play: Everythangs Workin (2001), certifié disque de platine.
Sa carrière est marquée par plusieurs incarcérations. Figure importante du gangsta rap de Memphis, il a influencé de nombreux artistes et a été samplé plus de 500 fois.

## Biographie

### Jeunesse et débuts
Patrick Earl Houston grandit dans le nord de Memphis (Tennessee). Son père est pasteur. Il est le cadet de sa fratrie et finit par devenir dealer.
D'après lui, c'est son frère Juicy J, membre du groupe Three 6 Mafia, qui l'aurait poussé à rapper. Initialement réticent, il se laisse convaincre quand il voit l'argent que génère son frère. Il est membre du groupe Hypnotize Camp Posse aux côtés de la Three 6 Mafia.
Au début des années 1990, il est condamné à quatre ans de prison pour des faits de vol dans une épicerie. Cette incarcération l'empêche de commencer sa carrière convenablement,.

### Début de carrière puis incarcération
En 1999, il sort l'album Ghetty Green, son premier sorti sur une major. En 2000, il sort l'album Murderers & Robbers, de manière indépendante.
En février 2001, il sort l'album Mista Don't Play: Everythangs Workin. L'album est certifié disque de platine. D'après MTV, l'album ne reçoit que peu de promotion via les médias dominants et se fait surtout connaître via la chanson Chickenhead, populaire dans le sud des États-Unis.
En janvier 2001, alors qu'il est en liberté conditionnelle en raison de sa condamnation pour vol, Project Pat est arrêté à l'issue d'un contrôle routier lors duquel des agents de police découvrent deux revolvers sous son siège. En juin 2002, Project Pat est condamné à quatre ans de prison pour possession d'une arme à feu en tant que criminel. La même année, il sort l'album Layin' da Smack Down.
En 2006, il sort l'album Crook by da Book: The Fed Story. Il s'agit de son premier depuis la fin de son incarcération.

### Carrière post-incércération
En octobre 2007, il sort l'album Walkin' Bank Roll, qui fait 500 000 ventes en un mois. Pitchfork lui attribue la note de 7 sur 10.
En février 2009, il sort la mixtape Back 2 da Hood. En mars 2009, il sort l'album Real Recognize Real. Pitchfork lui attribue une note de 7,7 sur 10 et estime que c'est « probablement son meilleur album ». C'est son premier album sur le label Asylum Records. En novembre 2009, il sort la mixtape Cut Throat avec Juicy J.
En décembre 2011, il sort la mixtape Cocaine Mafia avec Juicy J et French Montana. La même année, il sort l'album Loud Pack sur son propre label, Project Records.
En 2015, il sort l'album Mista Don't Play 2, pensé comme une suite à Mista Don't Play: Everythangs Workin. L'album arrive à la 50e place du top R&B/Hip-Hop Albums de Billboard.
En 2016, il sort une série de quatre mixtapes, Street God. En septembre 2017, il sort l'album M.O.B.
En 2018, il sort deux albums collaboratifs : King Shit Only avec K-Bird, et Memphis Legends avec Lil Wyte et Kholebeatz. En 2019, il sort l'album Lean and Cookies avec Keak da Sneak et Kafani.
En janvier 2023, une mode apparaît sur le réseau TikTok, sur lequel les jeunes dansent le Memphis jookin sur la chanson Take da Charge de Project Pat.

## Style
Selon MTV, Project Pat est réputé pour ses « flows distinctifs » et a pour signature d'accentuer la dernière syllabe de ses mots. Pour le Commercial Appeal, sa signature est de rapper en reprenant des airs de comptines.
D'après SwampDiggers, Project Pat a pour influences Too $hort, NWA et Scarface. Le webzine analyse également que l'un des principaux thèmes de ses paroles est la quête d'argent. Il s'inscrit dans le courant gangsta rap.

## Influence
Project Pat est une influence de Gucci Mane,. Selon WhoSampled, Project Pat a été samplé plus de 500 fois. Il est samplé par Cardi B sur la chanson Bickenhead et par Drake sur la chanson Knife Talk (sur laquelle Project Pat est également invité à rapper).